# Gaston Rebry
Gaston George Rebry (Rollegem-Kapelle, 29 januari 1905 – Wevelgem, 3 juli 1953) was een bekende Belgisch wielrenner die zijn grootste successen kende in de jaren 1920 en 1930.

## Levensloop en familie
Rebry kwam uit een arbeidersgezin met dertien kinderen, dat naar Wevelgem trok omdat er in de vlasteelt van zijn geboortedorp geen werk te vinden was. Buiten medeweten van zijn familie begon hij te koersen en zijn resultaten waren zo goed, dat hij een profcontract kreeg. Beweerd wordt, dat er een koers speciaal in het leven werd geroepen om hem voor het thuispubliek te laten rijden, die later uitgroeide tot Gent-Wevelgem. In deze klassieker is hij echter nooit gestart.
Rebry heeft een café uitgebaat dat hij Au Paris-Roubaix noemde. Op 48-jarige leeftijd overleed hij in 1953 aan een hartkwaal. Een zoon, die eveneens Gaston heette, emigreerde in 1955 naar Canada. Hij studeerde in België te Menen en in Canada te Montreal aan kunstacademies, maar behaalde ook resultaten als wielrenner. In Canada werd deze zoon een succesvol schilder, vooral bekend om zijn landschapschilderijen.

## Carrière
In zijn hele carrière reed Rebry bij Franse kopmannen in Franse ploegen, waarvoor hij moest knechten, zodat hij vaak niet voor eigen succes kon gaan.
Roem verwierf hij door in 1934 de dubbel te pakken: de Ronde van Vlaanderen en Parijs-Roubaix in hetzelfde jaar. In dat jaar schreef hij bovendien de tweede editie van Parijs-Nice op zijn palmares. Parijs-Roubaix had hij al eens gewonnen in 1931 en in 1935 won hij voor de derde maal de Hel van het noorden.
Verwijzend naar zijn drie overwinningen en twee ereplaatsen wordt hij met terugwerkende kracht gekenschetst als Monsieur Paris-Roubaix, een erenaam die gewoonlijk voor Roger De Vlaeminck gereserveerd wordt.
Andere bijnamen van Rebry waren de Buldog, de Tempobeul en de Locomotief, omdat hij steeds voorop reed.

## Resultaten in voornaamste wedstrijden
| Jaar | Ronde van Italië | Ronde van Frankrijk | Ronde van Spanje |
| ---- | ---------------- | ------------------- | ---------------- |
| 1926 |                  |                     |                  |
| 1927 |                  | opgave              |                  |
| 1928 |                  | 12e (1)             |                  |
| 1929 |                  | 10e (1)             |                  |
| 1930 |                  |                     |                  |
| 1931 |                  | 4e (1)              |                  |
| 1932 |                  | 20e (1)             |                  |
| 1933 |                  | 14e                 |                  |
| 1934 |                  | opgave              |                  |
| 1935 |                  |                     |                  |
| 1936 |                  |                     |                  |
| 1938 |                  |                     |                  |

| Jaar | Ronde van Vlaanderen | Parijs-Roubaix |  | WK op de weg |
| ---- | -------------------- | -------------- |  | ------------ |
| 1926 | 7e                   |                |  |              |
| 1927 | 6e                   | 14e            |  |              |
| 1928 | 15e                  | 4e             |  |              |
| 1929 | 13e                  | 5e             |  |              |
| 1930 |                      |                |  |              |
| 1931 |                      | ↑              |  | 7e           |
| 1932 | 28e                  | 15e            |  |              |
| 1933 | 11e                  | 7e             |  |              |
| 1934 | ↑                    | ↑              |  |              |
| 1935 | 10e                  | ↑              |  | opgave       |
| 1936 |                      | ↑              |  |              |
| 1938 | 10e                  | 36e            |  |              |

## Erkenning
In 2010 bracht een groep nabije en verre familieleden samen met plaatselijke historici een boek uit onder de titel Gaston Rebry - de eerste Vlaamse monsieur Paris-Roubaix.
Datzelfde jaar werden twee wielrenners en Ledegemmers benoemd tot ereburgers van de gemeente Ledegem: Eric Leman en Rebry, de laatste uiteraard postuum. Rebry's geboortedorp Rollegem-Kapelle is sinds 1977 een deelgemeente van Ledegem.